# Little Women (Fernsehserie)
Little Women (koreanisch 작은 아씨들, RR Jag-eun Assideul) ist eine südkoreanische Fernsehserie mit Kim Go-eun, Nam Ji-hyun und Park Ji-hu. Die Serie spielt in einem modernen Umfeld und basiert lose auf dem gleichnamigen Roman von Louisa May Alcott aus dem Jahr 1868. Die Serie wurde am 3. September 2022 auf tvN uraufgeführt.

## Handlung
Die Serie zeigt die Geschichte von drei armen Schwestern, die sich nahe stehen, ihre Beteiligung an dem Verlust von 70 Milliarden Won und wie sie sich mutig der reichsten Familie Koreas stellen.

## Besetzung

### Hauptdarsteller
- Kim Go-eun als Oh In-ju (Park So-yi als junge Oh In-ju)
- Nam Ji-hyun als Oh In-kyung
- Park Ji-hu als Oh In-hye
- Wi Ha-joon als Choi Do-il

### Nebendarsteller
- Kang Hoon als Ha Jong-ho
- Gong Min-jeung als Choi Ma-ri
- Uhm Ji-won als Won Sang-ah
- Um Ki-joon als Park Jae-sang
- Park Bo-kyung als Go Soo-im
- Kim Mi-sook als Oh Hae-seok
- Jeon Chae-eun als Park Hyo-rin
- Lee Do-yeop als Won Ki-seon
- Cho Seung-yeon als Jo Wan-gyu
- Park Ji-young als Ahn Hee-yeon